# NGC 7519
NGC 7519 est une vaste galaxie spirale relativement éloignée et située dans la constellation de Pégase. Sa vitesse par rapport au fond diffus cosmologique est de 10 270 ± 27 km/s, ce qui correspond à une distance de Hubble de 151,5 ± 10,6 Mpc (∼494 millions d'al). NGC 7519 a été découverte par l'astronome allemand Albert Marth en 1864.
La classe de luminosité de NGC 7519 est II et elle présente une large raie HI. En raison d'une brillance de surface égale à 14,39 mag/am2, on peut qualifier NGC 7519 de galaxie à faible brillance de surface (LSB en anglais pour low surface brightness). Les galaxies LSB sont des galaxies diffuses (D) avec une brillance de surface inférieure de moins d'une magnitude à celle du ciel nocturne ambiant.